# Швейцарско ножче
Швейцарското ножче (на френски: Couteau suisse; на немски: Schweizer Offiziersmesser; на италиански: Coltellino svizzero), известно и като Швейцарски армейски нож (SAK / Swiss Army Knife) е многофункционален сгъваем нож, с няколко остриета и различни допълнителни инструменти, например отвертка, отварачка, тирбушон и други. В затворено положение инструментите се намират вътре в дръжката на ножа и се отварят около ос. Отворени се застопоряват от гръбна пружина. По традиция чирените са червени, но се правят и в други цветове. Обикновено са от пластмаса (целидор), но се срещат и алуминиеви (alox), гумирани и дървени. Въпреки че се нарича „армейски нож“, швейцарското ножче не е оръжие, а помощен инструмент, който се полага на всички военнослужещи от швейцарската армия. Освен за военния, фирмите произвеждат и за цивилния пазар. През 130-годишната история на швейцарското ножче са произвеждани над 500 различни модела.
|  |  |  |
|  |  |  |

## История
Швейцарските ножчета са патентовани от Карл Елзенер през 1897 г., за да изместят германските ножове, използвани дотогава в швейцарската армия. Елзенер създава своята компания Victorinox през 1884 г. с щаб-квартира в село Ибах, кантон Швиц.
През 1893 г. в Дьолемон, кантон Юра е създадена компанията Wenger.
През 2005 г. Victorinox купува своя конкурент Wenger и става единственият лицензиран производител на швейцарски ножчета, а през 2015 г. окончателно е спряно производството на ножчета с марката Wenger.
В края на 2015 година, още една швейцарска фирма се включва производство на ножчета – Swiza. Компанията е със седалище в Дьолемон, кантон Юра и има 111 години опит с часовници.

## Швейцарски армейски нож

### Soldier 1890
Първият швейцарски армейски нож (наречен Войнишки нож) е разработен през 1890 г. по договор с швейцарската армия. Доставката му започва от 1891 г. и продължава 60 години със съвсем леки промени в дизайна. Ножът е с размер 100 мм и е раздаван на всички войници и офицери като инструмент за поддръжка на пушката и отварачка за консервените кутии от дажбата. През 1908 г. в доставките за армията се включва и фирмата Wenger.

### Soldier 1951
Първата си преработка войнишкият нож търпи през 1951 г., когато е намален размера му до 93 мм и дървените чирени са заменени с чирени от текстолит, което води до намаляване на теглото му. Доставката е разделена между Victorinox и Wenger.

### Soldier 1961
През 1961 г. е първата голяма промяна на армейския нож – размерът остава 93 мм, но инструментите са с нов дизайн, а чирените са заменени с алуминиеви. Доставките продължават почти 50 години до 2008 и в тях отново вземат участие и Victorinox и Wenger.

### Soldier 2008
През 2008 г. Victorinox пуска нов модел ножче за швейцарската армия, който да замени модела от 1961 г. Новият Soldier 2008 е 111 мм. За основа е взет ножът, който от 2003 г. фирмата доставя на немската армия – OH GAK (One Hended German Army Knife). Новият Soldier има частично назъбено в предната част острие с възможност за отваряне с една ръка, снабдено със заключване LinerLock за предотвратяване на случайно затваряне. Чирените са зелено-черни, двукомпонентни, релефни, с изображение на герба на Швейцария (щит с кръст по средата). Доставките се поемат изцяло от Victorinox.
|  |  |  |  |
|  |  |  |  |

Войнишките ножове никога не са включвали популярните от другите модели швейцарски ножчета клечка за зъби и пинцета.

### Officer's Knife
През 1897 г. Victorinox патентоват „Офицерски спортен нож“, но за разлика от войнишкия, армията никога не е снабдявана с него. Той добива голяма популярност и става родоначалник на всички швейцарски ножчета. Ножът е с размер 91 мм и при него за първи път се появяват малкото острие и тирбушона.

## Инструменти
- тирбушон
- отварачка за стъклени бутилки / плоска отвертка / приспособление за оголване на кабели
- ножче за консерви / малка плоска отвертка
- отвертка Филипс
- ножица
- клещи
- шило с ухо за шиене
- трионче
- универсална кука
- гаечен ключ
- ключодържател
- пинцета
- клечка за зъби
- ножовка / пила за метал
- пила за нокти
- лупа
- инструмент за почистване на риба
- компас
- аналогов часовник
- и др.

В по-новите модели швейцарски ножчета има:
- USB флаш-памет
- електронен висотомер / барометър / часовник
- светодиодно фенерче
- лазерна показалка
- MP3 плейър.

Giant Knife Version 1.0 на Wenger е швейцарското ножче с най-много функции. То има 85 инструмента и тежи 950 гр

## Галерия
- Швейцарско ножче Victorinox на немската армия
- Ножче Victorinox, затворено
- Ножче Wenger, затворено
- Victorinox Cybertool, отворено
- Presentation Master на Victorinox[1]
- Точило за швейцарски ножчета и други приспособления Victorinox